# Ligne M9 du métro d'Istanbul
La ligne M9 du métro d'Istanbul est une ligne du réseau métropolitain d'Istanbul en Turquie. Mise en service le 22 novembre 2013 comme branche de la ligne M3 depuis la station İkitelli Sanayi jusqu'à Olimpiyat, elle devient une ligne indépendante le 29 mai 2021 avec son prolongement depuis cette première station jusqu'à Bahariye. Elle est ensuite prolongée de 12 km au sud en 2024 jusqu'à la gare d'Ataköy. Elle compte au total 13 stations sur 17.2 kilomètres de longueur dans la partie européenne de la ville.

## Historique

### Chronologie
- 22 novembre 2013 : İkitelli Sanayi - Olimpiyat, comme une branche de la ligne M3, inaugurée pour sa part quelques mois plus tôt le 14 juin 2013 ;
- 29 mai 2021 : débranchement de la ligne M3 et création de la ligne M9 İkitelli Sanayi - Olimpiyat ;
- 2 janvier 2023 : prolongement entre İkitelli Sanayi et Bahariye.
- 18 mars 2024 : prolongement entre Bahariye et Ataköy.

## Caractéristiques

### Stations et correspondances
|  |   |  |  | Station               | Coordonnées                  | Correspondances |
|  | - |  |  | --------------------- | ---------------------------- | --------------- |
|  | O |  |  | Olimpiyat             | 41° 04′ 45″ N, 28° 46′ 00″ E |                 |
|  | o |  |  | Ziya Gökalp Mahallesi | 41° 04′ 27″ N, 28° 47′ 12″ E |                 |
|  | o |  |  | İkitelli Sanayi       | 41° 04′ 15″ N, 28° 48′ 13″ E | (M3)            |
|  | o |  |  | MASKO                 | 41° 03′ 50″ N, 28° 48′ 14″ E |                 |
|  | O |  |  | Bahariye              | 41° 03′ 31″ N, 28° 47′ 56″ E |                 |

## Fréquentation
Les chiffres officiels de fréquentation de chaque ligne de métro, couvrant la période 1989-2022, sont communiqués par l'exploitant Metro Istanbul, le pic de fréquentation a été atteint en 2022 avec 6 136 986 voyageurs sur la ligne :
Pour des raisons techniques, il est temporairement impossible d'afficher le graphique qui aurait dû être présenté ici.